# Potrójna Bogini
Potrójna Bogini – występująca w pracach Roberta Gravesa, zaadaptowana jako główne bóstwo przez członków religii neopogańskich oraz Wicca. Epitet "potrójna" został użyty dla odzwierciedlenia zarówno triad bogiń jak i trzech aspektów tego bóstwa. Koncept ten zasadza się na idei zunifikowania trzech różnych figur kobiecych – Dziewicy, Matki oraz Starowiny (Staruchy) – odpowiadających oddzielnym cyklom życia oraz fazom Księżyca. W Wicca koncept ten reprezentuje żeńską część dwoistego systemu teologicznego; męskim odpowiednikiem jest Rogaty Bóg. Wiele ruchów neopogańskich korzysta z archetypu Bogini, opartego po trosze na psychologii Junga.

Symbol Potrójnej Bogini – rosnący, pełny oraz malejący księżyc